# Podalyria myrtillifolia
Podalyria myrtillifolia är en ärtväxtart som beskrevs av Carl Ludwig von Willdenow. Podalyria myrtillifolia ingår i släktet Podalyria och familjen ärtväxter. Inga underarter finns listade i Catalogue of Life.